# Грицай Юрій Олександрович
Ю́рій Олекса́ндрович Грица́й (3 серпня 1925, Сальськ, РСФРР — 23 листопада 2017, Миколаїв) — український педагог, професор, кандидат педагогічних наук (1974), почесний громадянин міста Миколаїв.

## Життєпис
Народився у місті Сальськ, нині Ростовської області Росії.
До лав РСЧА призваний Майкопським РВК Ростовської області в лютому 1943 року. Учасник німецько-радянської війни: бойовий шлях розпочав снайпером 2-го стрілецького батальйону 404-го стрілецького полку 176-ї стрілецької дивізії, брав участь у боях на «Малій землі», під Новоросійськом був поранений. Закінчив Червонопрапорне військово-політичне училище імені Ф. Енгельса. З березня 1945 року — знову на фронті: комсорг 417-го винищувально-протитанкового артилерійського полку 12-ї окремої винищувально-протитанкової артилерійської бригади РГК. Воював на Північно-Кавказькому, 1-му та 3-му Українських фронтах. Вийшов у запас у званні лейтенанта.
Закінчив історичний факультет Одеського державного університету. Перейшов на педагогічну роботу: очолював низку шкіл у Миколаєві (СШ № 26, СШ № 38, школа-інтернат № 1, НСШ № 10), завідував міським управлінням освіти.
Після захисту у 1974 році кандидатської дисертації перейшов на викладацьку роботу до Миколаївського державного педагогічного інституту, де почергово обіймав посади старшого викладача, завідувача кафедрою, декана факультету фізичного виховання, проректора з наукової роботи.

## Нагороди і почесні звання
Нагороджений орденами Богдана Хмельницького 3-го ступеня (14.10.1999), Вітчизняної війни 2-го ступеня (11.03.1985), двічі Червоної Зірки (14.11.1943, 20.05.1945), «Знак Пошани» і медалями, у тому числі й «За відвагу» (27.08.1943).
Відмінник народної освіти Української РСР. Почесний громадянин міста Миколаєва (21.08.2012).